# Daniel Weber (Musiker)
Daniel Weber (* 1989 in Münchwies) ist ein deutscher Jazz- und Improvisationsmusiker (Schlagzeug, Komposition) und Filmschaffender.

## Wirken
Weber studierte Schlagzeug an der Hochschule der Künste Bern bei Dejan Terzic und Norbert Pfammatter.
Weber bildete mit Johannes Schmitz und Manuel Krass das Trio Krassport, das ab 2010 zwei Alben bei JazzHausMusik veröffentlichte. Mit Krass und Ingo Fromm entstand das Hörspiel Wege nach Innen (2024). Außerdem betreibt er sein Solo-Projekt Dramatis Personæ; ein gleichnamiges Album veröffentlichte er 2021. 2019 wurde er vom Theater Orchester Biel Solothurn zur Vertonung der Aufführung von Antigone (Sophokles) als Komponist und Solo-Perkussionist engagiert. Für das Jahr 2020 folgte die Einladung des Staatstheaters Braunschweig. Für dessen Inszenierung von Gaslicht (Patrick Hamilton) fungierte er als musikalischer Leiter und setzte seine Musik live auf der Bühne um. Daneben gehörte er zu Georg Rubys Village Zone, Maurus Twerenbolds Non Harmonic Quartet, Martin Weinerts Rainbow Experience und dem Improvisationsensemble Ramsch, das er mit Pio Schürmann und Martin Wyss bildete und das 2020 das Album Carabattola bei JazzHausMusik vorlegte. Mit dem Gitarristen Johannes Schmitz und den Kontrabassisten Stefan Scheib und Daniel Studer wirkte er im Quartett SteDaJoDa.
Als Filmschaffender hat Weber zudem Musikvideos und Werbefilme in unterschiedlichen Genres umgesetzt und wirkte auch als Drehbuchautor und Produzent.

## Preise und Auszeichnungen
Weber erhielt mit Krassport den Jazzförderpreis der Stadt St. Ingbert und den Grand Prix sowie Publikumspreis des Internationalen Jazzfestivals in Avignon und 2014 mit dem Trio Sid (mit Luzius Schuler und Rea Dubach) den Biberacher Jazzpreis. 2018 wurde er mit dem Kulturförderpreis der Stadt Neunkirchen ausgezeichnet.